# Championnats de France de pétanque 1990
Navigation
Édition précédente Édition suivante

Les championnats de France de pétanque 1990 est une édition des championnats de France de pétanque.

## Présentation

### Palmarès seniors masculins

#### Triplette
- Lieu : Brive (Corrèze)[1].
- Vainqueurs : Serge Daniel, Patrick Milcos et Gérard Tournay
- Finalistes : José Bauer, Gérard Pariset et Georges Simoes

#### Doublette
- Lieu : Le Cannet (Alpes-Maritimes)[1].
- Vainqueurs : Thierry Lesage et Michel Loy
- Finalistes : Christian Olmos et Marc Olmos

#### Tête-à-tête
- Lieu : Le Cannet (Alpes-Maritimes)[1].
- Vainqueurs : Christian Fazzino
- Finalistes : |Alain Pelloux

### Palmarès seniors féminins

#### Doublette
- Lieu : Dijon (Côte-d'Or)[1].
- Vainqueurs : Isabelle Ladenise et Karine Ferret
- Finalistes : Jacqueline Anton et Edwige Simonnet

### Palmarès jeunes

#### Triplette

##### Juniors
- Lieu : Vesoul (Haute-Saône)[1].
- Vainqueurs : Franck Moldt, Laurent Ribeiro et Denis Scarzella
- Finalistes : Christophe Ducos, Jérôme Pizolatto et Christophe Tartaroli

##### Cadets
- Lieu : Tours (Indre-et-Loire)[1].
- Vainqueurs : Patrick Barraud, Sébastien Gasc et Yoann Passian
- Finalistes : Christophe Biot, Régis Mazières et Florent Simonot

##### Minimes
- Lieu : Tours (Indre-et-Loire)[1].
- Vainqueurs : Cyril Demeillez, Philippe Freitas et Jean Pardal
- Finalistes : Cédric Delga, Nicolas Ivanes et José Santiago